# Classe Courbet
A Classe Courbet foi uma classe de couraçados operada pela Marinha Nacional Francesa, composta pelo Courbet, Jean Bart, Paris e France. Suas construções começaram pouco antes da Primeira Guerra Mundial nos estaleiros do Arsenal de Lorient, Arsenal de Brest, Forges et Chantiers de la Méditerranée e Ateliers et Chantiers de la Loire; os batimentos de quilha ocorreram em 1910 e 1911, foram lançados ao mar entre 1911 e 1912 e comissionados na frota francesa em 1913 e 1914. A classe foi encomendada em 1909 à pedido do almirante Augustin Boué de Lapeyrère, o Ministro da Marinha, para modernizar a frota e foi a primeira de couraçados dreadnought construídos para a França.
Os quatro couraçados da Classe Courbet eram armados com uma bateria principal composta por doze canhões de 305 milímetros montados em seis torres de artilharia duplas. Tinham um comprimento de fora a fora de 166 metros, boca de 27 metros, calado de por volta de nove metros e um deslocamento carregado de mais de 25 mil toneladas. Seus sistemas de propulsão eram compostos por 24 caldeiras a carvão que alimentavam quatro conjuntos de turbinas a vapor, que por sua vez giravam quatro hélices até uma velocidade máxima de 21 nós (39 quilômetros por hora). Os navios também tinham um cinturão de blindagem que ficava entre 140 e 250 milímetros de espessura.
Os navios passariam todo seu período na Primeira Guerra Mundial servindo no Mar Mediterrâneo, a maior parte do tempo escoltando comboios franceses do Norte da África e dando cobertura para a Barragem de Otranto a fim de conter a Marinha Austro-Húngara. Os únicos membros da classe a entrarem em combate na guerra foram o Courbet e o Jean Bart, quando afundaram o cruzador protegido austro-húngaro SMS Zenta na Batalha de Antivari em agosto de 1914. Após o conflito, o France afundou em agosto de 1922 depois de bater em rochas na Baía de Quiberon, enquanto os três sobreviventes passaram por processos de modernização durante o período entreguerras.
O Jean Bart foi renomeado para Océan em 1936 e transformado em alojamento flutuante em Toulon, onde permaneceu até ser capturado pela Alemanha em 1942 durante a Segunda Guerra Mundial, afundado em 1944 e depois desmontado. O Courbet e o Paris deram suporte para tropas em terra na Batalha da França e então fugiram Reino Unido em 1940 depois da derrota francesa. Ambos foram entregues para as Forças Navais Francesas Livres em 1942, sendo usados como depósito e alojamento flutuantes. O Courbet foi afundado em 1944 como quebra-mar na Operação Overlord, enquanto o Paris continuou como depósito e alojamento até ser desmontado em 1956.

## Projeto
Preocupados com impactos subaquáticos, os projetistas franceses da classe decidiram estender o cinturão de blindagem da linha d'água bem abaixo da linha d'água em comparação aos seus contemporâneos. A blindagem principal também era mais fina que a dos seus equivalentes britânicos ou alemães, mas cobria mais área. Seu armamento secundário era de tamanho menor que os canhões de 152 milímetros usados pelos alemães ou pelos britânicos, mas os franceses deram mais importância à cadência de tiro do que ao tamanho, para poderem destruir os barcos torpedeiros antes que eles chegassem ao alcance de seus torpedos.

### Características gerais
Os Courbet eram mais longos que seus antecessores, com 166 metros em geral. Os navios tinham uma boca de 27 metros e em carga máxima um calado de 9,04 metros na proa. Os navios eram significativamente mais pesados do que a Classe Danton; os navios da Classe Courbet deslocavam 23 475 toneladas em carga normal e 25 579 toneladas em carga máxima, mais de 5 mil toneladas a mais do que os navios anteriores.
Esses navios provaram ser bastante úmidos em serviço, pois eram pesados na proa por causa das torres de superdisparo na frente.

### Propulsão
Os navios da Classe Courbet tinham quatro turbinas a vapor de acionamento direto Parsons, com potência nominal de 21 mil quilowatts. Cada navio tinha vinte e quatro caldeiras aquatubulares Belleville ou Niclausse, oito pequenas e dezesseis grandes. As caldeiras grandes ficavam nas duas salas dianteiras e as caldeiras pequenas ficavam na sala traseira; cada sala de caldeiras abrigava oito delas. Essas caldeiras queimavam carvão com pulverizadores de óleo auxiliares. Eles tinham uma velocidade máxima de 21 nós (39 quilômetros por hora), embora todos os quatro tenham sido mais rápidos durante os testes. Os navios transportavam até 2 743 toneladas de carvão e 921 toneladas de óleo. Eles poderiam navegar por 4 200 milhas náuticas (7 80 quilômetros) a uma velocidade de 10 nós (19 quilômetros por hora).

### Armamento

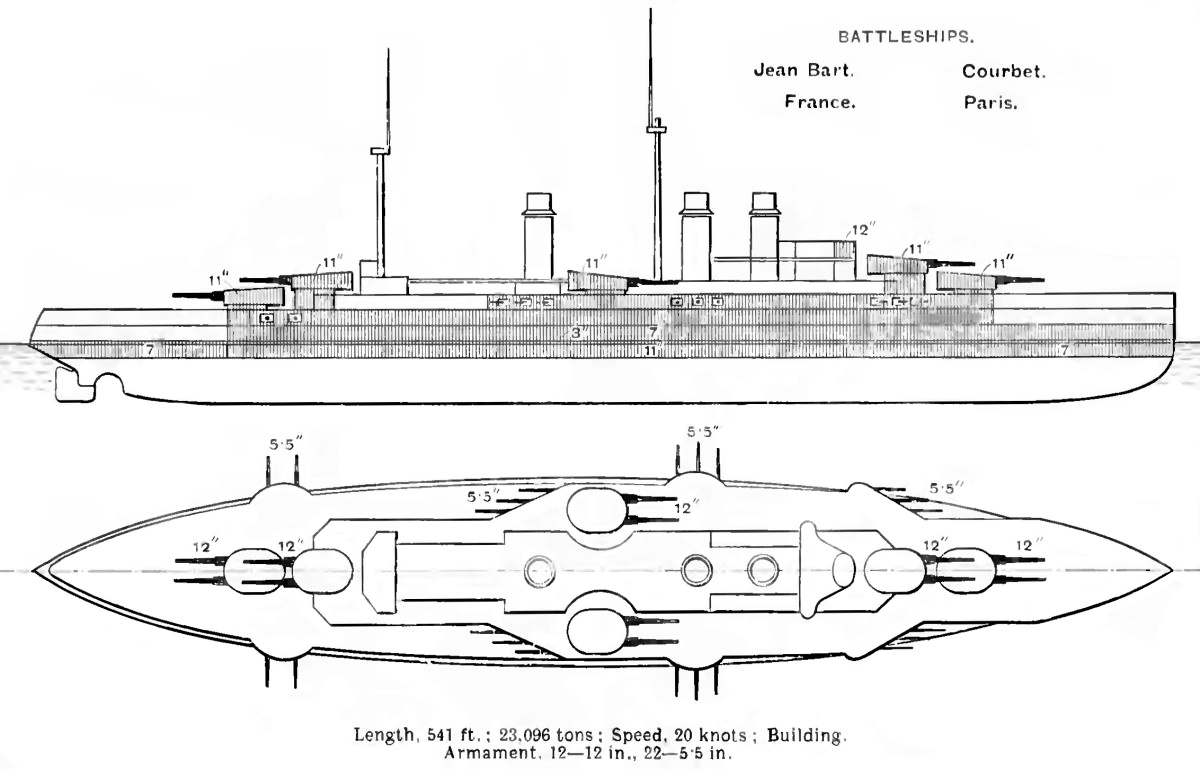
Desenho da Classe Courbet

Os franceses rejeitaram sua configuração hexagonal padrão para o armamento principal da Classe Courbet. Doze canhões de 305 milímetros Mle 1910 de 45 calibres foram montados em seis torres de canhões gêmeas, com duas torres de superdisparo na proa e na popa, e uma em cada flanco do navio. Os canhões tinham uma elevação máxima de apenas 12°. Eles disparavam projéteis perfurantes de 432 quilogramas com velocidade inicial de 783 metros por segundo a uma taxa de 1,5–2 disparos por minuto. Na altitude máxima, isso proporcionava um alcance máximo de apenas 13 500 metros. As armas eram fornecidas com 100 projéteis cada.
O armamento secundário dos navios consistia em vinte e dois canhões Mle 1910 de 138 milímetros, montados em casamatas. Os canhões disparavam projéteis semi-perfurantes de 39,5 quilogramas com velocidade inicial de 840 metros por segundo. Os canhões podiam ser elevados até 15°, o que proporcionava um alcance máximo de menos de 12 mil metros. O armamento secundário foi posteriormente remodelado para fornecer até 25° de elevação, proporcionando um alcance de 16 100 metros. Eles tinham uma cadência de tiro de 5 a 6 tiros por minuto e cada arma continha 275 projéteis. Os canhões mais recuados eram muito baixos e muitas vezes eram levados pela correnteza do mar. Os navios também transportavam quatro canhões Modelo 1902 Hotchkiss de 47 milímetros, dois em cada viga. Os navios da Classe Courbet também estavam armados com quatro tubos de torpedos submersos modelo 1909 e 450 milímetros para os quais transportavam doze ogivas.
Os arranjos de controle de fogo eram muito primitivos e os Courbet eram fornecidos apenas com um telêmetro de 3,74 metros em cada lado da torre de comando. Cada torre tinha um telêmetro de 1,37 metros sob uma estrutura blindada na parte traseira da torre.

### Blindagem
Os navios da Classe Courbet tinham um cinturão blindado de 4,75 metros de profundidade. Ele tinha 270 milímetros de espessura entre as torres dianteiras e traseiras e afunilava para 180 milímetros em direção à proa e à popa. Estendeu-se 2,4 metros abaixo da linha d'água normal. Acima do cinturão principal havia outro cinturão, de 180 milímetros, que cobria as laterais, e o armamento secundário, até o convés do castelo de proa, com 4,5 metros de profundidade, entre as torres dianteiras e traseiras. A armadura vertical era apoiada por 80 milímetros de madeira. Quatro dos conveses do navio eram blindados, entre 30 a 48 milímetros cada um, embora fossem construídos a partir de duas ou mais camadas de placas. Os lados do convés blindado mais baixo curvavam-se para encontrar a parte inferior da borda inferior da blindagem do cinto da linha d'água e aumentavam para uma espessura de 70 milímetros. A torre de comando tinha blindagem de 300 milímetros de espessura. As torres de armas principais tinham 290 milímetros em suas faces, 250 milímetros em suas laterais e telhados de 100 milímetros de espessura. Suas barbetas tinham 280 milímetros de armadura. Não havia antepara antitorpedo, embora houvesse uma antepara longitudinal ao lado dos espaços de máquinas que era usada como depósito de carvão ou deixada como um vazio.

## Navios
| Enviar    | Construtor                                               | Batido                 | Lançado                | Comissionado           | Destino                                                                        |
| --------- | -------------------------------------------------------- | ---------------------- | ---------------------- | ---------------------- | ------------------------------------------------------------------------------ |
| Courbet   | Arsenal de Lorient, Lorient                              | 1 de setembro de 1910  | 23 de setembro de 1911 | 19 de novembro de 1913 | Afundado em 9 de junho de 1944 como quebra-mar do porto de Mulberry, Normandia |
| Jean Bart | Arsenal de Brest, Brest                                  | 15 de novembro de 1910 | 22 de setembro de 1911 | 5 de junho de 1913     | Sucateado in situ, 14 de dezembro de 1945                                      |
| Paris     | Forges et Chantiers de la Méditerranée, La Seyne-sur-Mer | 10 de novembro de 1911 | 28 de setembro de 1912 | 1 de agosto de 1914    | Desativado em 1945, vendido para sucata em 21 de dezembro de 1955              |
| France    | Ateliers et Chantiers de la Loire, Saint-Nazaire         | 30 de novembro de 1911 | 7 de novembro de 1912  | 15 de julho de 1914    | Naufragou em 26 de agosto de 1922, após bater em uma rocha na Baía de Quiberon |

## Carreiras

### Entrada em serviço
Os navios da Classe Courbet foram concluídos menos de um ano antes do início da Primeira Guerra Mundial e nada se sabe sobre suas atividades durante esse período, exceto que o France, escoltado por Jean Bart, transportou o Presidente da República Francesa, Raymond Poincaré, em uma visita de estado a São Petersburgo, Rússia, em julho de 1914.

### Primeira Guerra Mundial

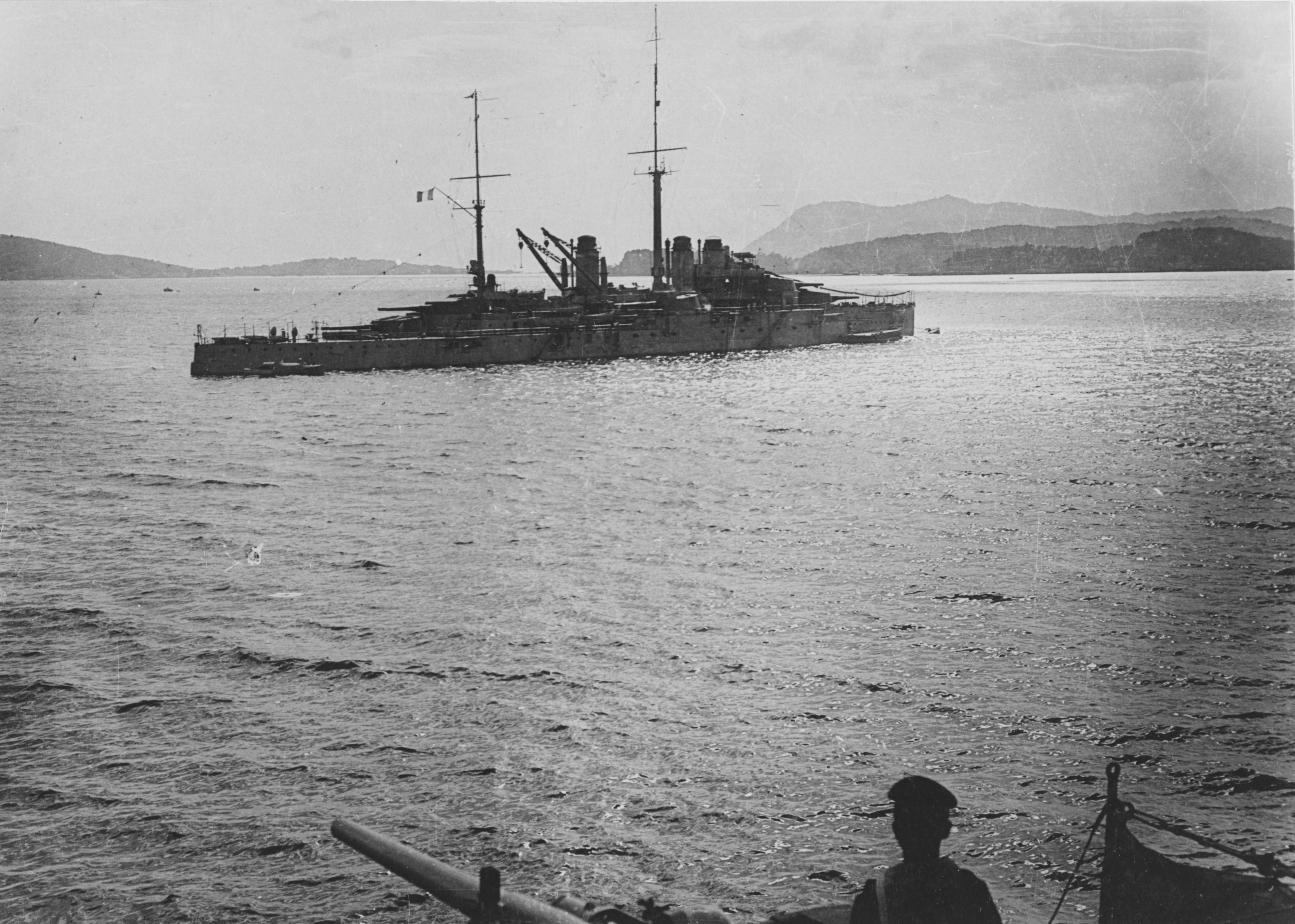
France ancorado em Toulon durante a Primeira Guerra Mundial

A França e os britânicos concordaram que a frota francesa se concentraria no Mediterrâneo para conter a frota austro-húngara e os navios da Classe Courbet navegaram para lá após o início da guerra. O Courbet tornou-se o navio-almirante do almirante Augustin Boué de Lapeyrère, comandante da Frota Francesa do Mediterrâneo. Lapeyrère decidiu imediatamente atacar o Adriático para surpreender os navios austríacos que impunham um bloqueio a Montenegro. A força anglo-francesa, que incluía o Jean Bart, conseguiu isolar e afundar o cruzador protegido austro-húngaro Zenta ao largo de Bar em 16 de agosto de 1914, embora o seu contratorpedeiro tenha conseguido escapar. Eles passaram a maior parte do resto de 1914 fornecendo suporte de fogo para o Exército Montenegrino até que o U-12 atingiu o Jean Bart em 21 de dezembro com um torpedo no depósito de vinhos em frente ao paiol frontal, perto da Ilha Sazan. Ele conseguiu navegar até Malta por conta própria para reparos que levaram três meses e meio, mas isso forçou os couraçados a recuar para Malta ou Bizerta. Depois que os franceses ocuparam a ilha grega neutra de Corfu em 1916, eles avançaram para Corfu e Argostoli, mas suas atividades eram muito limitadas, pois muitas de suas tripulações eram usadas para operar navios antissubmarinos.

### Modernização pós-guerra
Uma avaliação pós-guerra listou suas fraquezas como:
- Nenhum controle do diretor para as armas
- Elevação dos canhões principais insuficiente
- Proteção contra torpedos fraca
- Proteção horizontal contra fogo de imersão fraca
- Defesa antiaérea insignificante
- Os navios eram movidos a carvão
- A organização da tripulação, a iluminação e o método de transmissão de ordens eram antiquados

Os navios sobreviventes foram reformados diversas vezes durante o período entre guerras para remediar esses problemas, embora nenhuma modernização abrangente tenha sido planejada. Isso incluía a instalação do controle do diretor montado em novos mastros de proa de tripé, a substituição dos telêmetros por unidades maiores, a adição de mais telêmetros, a alteração das torres de armas principais para permitir elevação de até 23°, a substituição parcial das caldeiras a carvão por unidades a óleo, a substituição das turbinas de transmissão direta por turbinas com engrenagens, a remoção da blindagem de proa para reduzir o peso para a frente e a adição de canhões antiaéreos mais modernos.

### Período entreguerras
Em abril de 1919, enquanto ajudavam a defender Sebastopol do avanço dos bolcheviques, as tripulações do France e do Jean Bart se amotinaram, mas entraram em colapso quando o vice-almirante Jean-Françoise-Charles Amet concordou em atender à principal demanda deles e levou os navios para casa. 26 tripulantes do France e três do Jean Bart foram condenados a penas de prisão após seu retorno, embora tenham sido comutadas em 1922 como parte de um acordo entre o primeiro-ministro Raymond Poincaré e os partidos de esquerda.
Em 1922, o France naufragou após atingir uma rocha desconhecida na Baía de Quiberon durante a maré baixa e naufragou, causando três mortes entre sua tripulação. O Jean Bart recebeu a primeira etapa de sua modernização entre 12 de outubro de 1923 e 29 de janeiro de 1925. Ele passou pela segunda etapa entre 7 de agosto de 1929 e 28 de setembro de 1931. Seu estado era precário, mesmo após as reformas anteriores, então ele foi desmilitarizado e se tornou um navio de treinamento em Toulon em 1936. Ele foi renomeado Océan em 1937 para liberar seu nome para o novo navio navio da Classe Richelieu, Jean Bart.

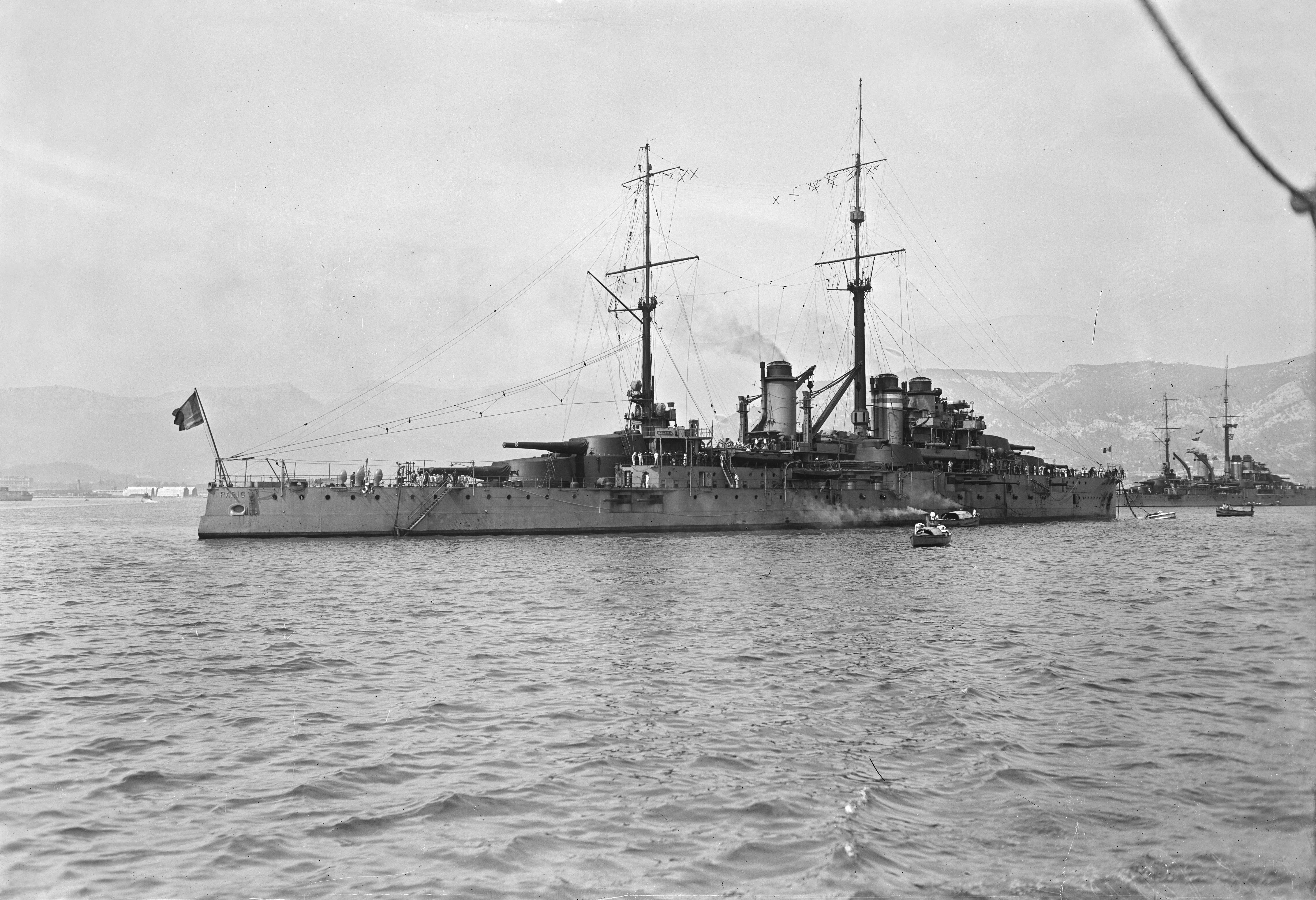
Paris a caminho de Toulon, 7 de maio de 1922

O Courbet se tornou o carro-chefe do vice-almirante Charlier entre 6 de junho de 1919 e 20 de outubro de 1920. No ano seguinte, ele se tornou um navio de treinamento de artilharia em Toulon, mas sofreu um grave incêndio na caldeira em junho de 1923, o que fez com que fosse reparado e recebesse a primeira de suas atualizações entre julho e abril de 1924 em La Seyne-sur-Mer. Ele teve outro incêndio na caldeira em agosto de 1924 e permaneceu em reparos pelo resto do ano, mas retomou suas funções como navio de treinamento de artilharia ao retornar do estaleiro. O navio foi reformado novamente entre janeiro de 1927 e janeiro de 1931. Ele foi transferido da escola de artilharia para a escola de navegação em 1937, antes de sua reforma final pré-guerra, entre abril de 1937 e setembro de 1938. Em 1939, voltou ao seu papel como navio de treinamento de artilharia, mas foi enviado para Brest e Quiberon com seu navio irmão Paris após a eclosão da Segunda Guerra Mundial.
O Paris foi enviado a Pula em 12 de dezembro de 1918 para supervisionar a rendição da frota austro-húngara, onde permaneceu até 25 de março de 1919. Ele forneceu cobertura para as tropas gregas durante a ocupação de Esmirna de maio de 1919, antes de retornar a Toulon em 30 de junho. Ele recebeu a primeira de suas atualizações em Brest entre outubro de 1922 e novembro de 1923. O couraçado apoiou um desembarque anfíbio em Al Hoceima por tropas espanholas durante o verão de 1925, depois que os rifenhos atacaram o Marrocos francês durante a Guerra do Rife. Ele destruiu baterias de defesa costeira ali, apesar de ter sofrido danos leves de seis ataques, e permaneceu lá até outubro como a nau capitânia das forças francesas. Ele recebeu a segunda de suas atualizações de 16 de agosto de 1927 a 15 de janeiro de 1929 em Toulon. Ele retomou seu papel como capitânia da 2ª Divisão do 1º Esquadrão do Esquadrão do Mediterrâneo até 1º de outubro de 1931, quando se tornou um navio de treinamento.

### Segunda Guerra Mundial
O Courbet e o Paris formaram o Quinto Esquadrão no início da guerra. Eles foram transferidos para o Atlântico para continuar suas tarefas de treinamento sem interferência. Ambos os navios receberam ordens de serem restaurados ao status operacional em 21 de maio de 1940 pelo Almirante Mord e seus equipamentos antiaéreos leves foram reforçados em Cherbourg. O Courbet recebeu ordens de fornecer apoio de fogo aos defensores de Cherbourg contra o avanço da 7ª Divisão Panzer e cobriu a evacuação da cidade pelos Aliados, enquanto o Paris apoiava os defensores de Le Havre. A falta de aeronaves de reconhecimento significava que nenhum dos navios era particularmente eficaz nessa função.

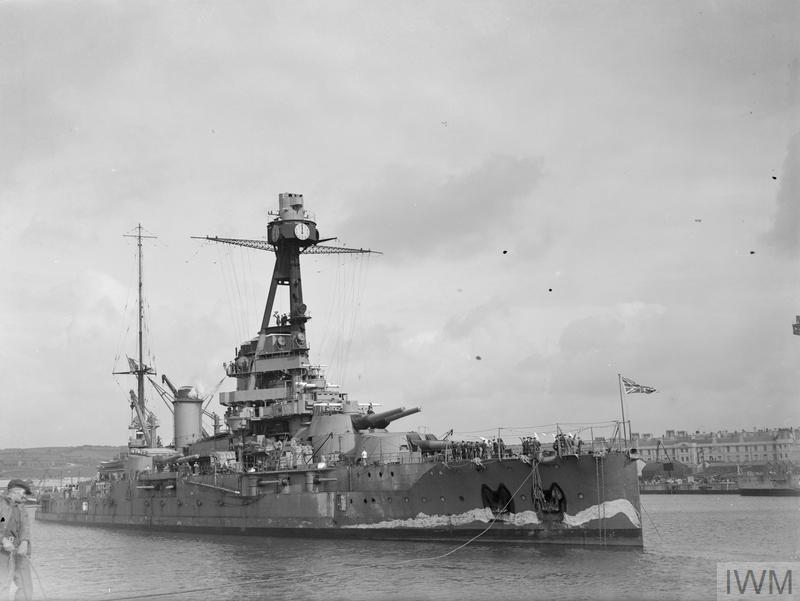
Paris deixando HMNB Devonport, julho de 1940

O Paris foi danificado por uma bomba alemã em 11 de junho e navegou para Cherbourg para reparos de emergência naquela noite. Mais tarde, ele foi transferido para Brest em 14 de junho e evacuou 2 800 homens quando navegou para Plymouth em 18 de junho a uma velocidade de 7 nós (13 quilômetros por hora). Ele foi capturado lá em 3 de julho pela Marinha Real como parte da Operação Catapulta, o plano de Winston Churchill para impedir que a Marinha Francesa caísse nas mãos dos alemães. Ele foi usado como navio-depósito pelo resto da guerra e temporariamente como navio-quartel pela Marinha Polonesa. Ele foi devolvido ao controle francês em julho de 1945 e rebocado para Brest em 21 de agosto. A belonave continuou a servir como um navio-depósito até ser entregue ao desmantelamento em 21 de dezembro de 1955, com os trabalhos sendo concluídos no ano seguinte.
O Courbet partiu para Portsmouth em 20 de junho. Ele também foi apreendido lá em 3 de julho e entregue à França Livre uma semana depois, que o usou como depósito e navio antiaéreo em Portsmouth até 31 de março de 1941, quando foi desarmado. Ele permaneceu em uso como navio-depósito e alvo até ser afundado como quebra-mar em 9 de julho de 1944 para um porto de Mulberry usado durante a Batalha da Normandia. Foi desmantelado no local após a guerra.

O Jean Bart foi desmilitarizado e se tornou um casco flutuante em Toulon em 1936. Ele permaneceu lá durante a Segunda Guerra Mundial e foi capturado em 27 de novembro de 1942, embora não tenha sido afundado. A embarcação foi usada para experimentos com ogivas de carga moldada pelos alemães até ser afundada pelos Aliados em 1944, sendo desmontada no local a partir de 14 de dezembro de 1945.